# 彥崎站
彥崎站（日语：／ Hikosaki eki */?）是位於岡山縣岡山市南區彥崎，西日本旅客鐵道（JR西日本）宇野線（宇野港線）的車站。車站編號為JR-L09。

## 車站構造
現時採用簡易車站模式營運，由兒島站管理，設有南口及北口。至於過往站房年代的痕跡，現時已無法尋回，只能從現時車站佈局以及仍存留的建築物，大概位於北口月台前端的位置。
北口直接進入下行月台，現時設有一座附設着簡易式舊站務室的有蓋候車亭，亭內掛上了三幅以古蹟地「彥崎貝塚」為題裁的圖畫。旁邊有一座以水泥建成的信號控制所，最遠一座為簡易式洗手間。至於位於上行月台的南口，是因應車站南方的新興住宅區而後來加建的。過往這月台是只能靠上行月台的跨線橋接駁，後來在下行月台中央部份開設了新出入口，近路面部份更加作出了美化，興建了以白色牆身為主的樓梯及無障礙斜道，月台口上亦放置了一座設有近距離車票發售機及IC卡增值機的有蓋售票亭，設有一座有蓋候車亭，同樣展出另外三幅與彥崎貝塚有關的繪畫，但就沒有設置舊站務室或儲物室之類的房間。
現時停靠此車站只有普通列車。在宇高連絡船現役時代，會有優等列車與前往四國的貨運列車駛經此站，也因為作為列車交會之站，其雙軌部份相對比其他車站為長。在有人車站時代，除車站大樓外，亦曾設有起卸貨物的地方。

### 月台
設有側式月台2座，月台之間設有跨線橋連接。各月台長度約為130米，20米長列車的有效長度為6輛。兩邊月台皆各設置了一組供出、入站用的IC卡感應器。
雖然此站設有交會設備，但是沒有安全側線。
| 月台 | 路線     | 上下行 | 方向             |
| ---- | -------- | ------ | ---------------- |
| 1    | 宇野港線 | 上行   | 茶屋町、岡山方向 |
| 2    | 宇野港線 | 下行   | 宇野方向         |

## 歷史
- 1910年6月12日：國有鐵道宇野線開通，味野站（味野駅）啟用[2]。
- 1914年7月1日：車站改名為彥崎站[3]。
- 1970年：

- 4月5日：宇野線CTC化完成。
- 4月30日：行李列車退出宇野線，茶屋町站至宇野站之間中途站的行李托運服務取消。
- 5月1日：與備前田井站、八濱站、迫川站共同無人化。

- 1987年：

- 3月23日：開設行走於岡山站至宇野站之間的快速「備讚Liner」。
- 4月1日：隨國鐵分割民營化，車站由西日本旅客鐵道（JR西日本）營運。

- 1988年4月10日：因應瀨戶大橋開通，快速「備讚Liner」停駛。
- 2019年3月16日：增設「ICOCA」感應器，可使用「ICOCA」作出站、入站之用，同時也增設具有增值功能的自動售票機。

## 使用狀況
| 乘車人次變化 | 乘車人次變化 |
| 年度         | 1日平均人次  |
| ------------ | ------------ |
| 1999         | 321          |
| 2000         | 337          |
| 2001         | 327          |
| 2002         | 295          |
| 2003         | 278          |
| 2004         | 266          |
| 2005         | 271          |
| 2006         | 259          |
| 2007         | 263          |
| 2008         | 255          |
| 2009         | 251          |
| 2010         | 262          |
| 2011         | 280          |
| 2012         | 288          |
| 2013         | 295          |
| 2014         | 281          |
| 2015         | 309          |
| 2016         | 297          |
| 2017         | 299          |
| 2018         | 292          |
| 2019         | 282          |
| 2020         | 253          |

## 相鄰車站
西日本旅客鐵道
 宇野港線（宇野線）
茶屋町（JR-L08）－彥崎（JR-L09）－備前片岡（JR-L10）

## 注腳
1. 1 2  岡山縣統計年報（2020年） （页面存档备份，存于），第134頁。
2. ↑  日本《官報》第8088號「鐵道院告示第48號」，大藏省印刷局：1910年6月9日，第193頁。
3. ↑  日本《官報》第550號「鐵道院告示第43號」，大藏省印刷局：1914年6月2日，第29頁。
4. ↑  .   [2015-07-15]. （原始内容存档于2020-01-15）.

## 外部連結
- 彥崎｜車站資訊：JR出門網 - 西日本旅客鐵道（日語）